# Outsider-art
Outsider-art (v anglickém originále Mom and Pop Art) je 19. díl 10. řady (celkem 222.) amerického animovaného seriálu Simpsonovi. Scénář napsal Al Jean a díl režíroval Steven Dean Moore. V USA měl premiéru dne 11. dubna 1999 na stanici Fox Broadcasting Company a v Česku byl poprvé vysílán 6. března 2001 na stanici ČT1.

## Děj
Je sobota a Marge pobízí Homera, aby místo flákání se začal pracovat. Homer a Bart jdou proto do obchodu s domácími potřebami. Místo nářadí ale koupí zahradní gril, který Homera v obchodě zaujal. Po příjezdu domů se Homer s vervou pustí do stavění grilu na zahradě. Jako první donutí Lízu, aby vytvořila betonový základ. Dál už ale Líza odmítne spolupracovat a Homer pokračuje sám. Zatímco se kochá obrázkem na krabici od grilu, všechny části grilu se mu z krabice vysypou do čerstvého betonu. Rychle je posbírá do vedle stojícího zahradního kolečka s připravenými cihlami, jenže to se mu tam vzápětí převrhne celé. V panice z tuhnoucího betonu tahá návod, ale anglická část již není čitelná. Nepoškozená zůstala francouzská verze, do které se srdnatě pustí, ale ztroskotá již u nadpisu „Le grille“. Následně začne náhodně slepovat jednotlivé části k sobě. Později se opět se podívá na obrázek na krabici, a když jej porovná s jeho „grilem“, vzteky do něho začne mlátit. Následně se pokouší svého výrobku zbavit. Nejdříve zkusí zažádat o vrácení peněz v obchodě, kde gril zakoupil, ale neúspěšně. Všimne si, že vedle obchodu je přistavěn kontejner na hračky, ale u toho ho zastavil šerif Wiggum. Po tomto neúspěšném pokusu zbavit se grilu s ním začne jezdit po Springfieldu autem. Po chvíli se přívěs s grilem utrhne a Homer je rád, že se ho konečně zbavil. Uvolněný přívěs ale zdemoluje cizí auto. Další den ráno někdo zvoní na dveře s tím, že si chce promluvit nehodě. Homer si původně myslí, že ho zvonící žena bude žalovat, ale namísto toho mu pochválila jeho dílo. Homerův výrobek náhodou narazil do auta Astrid Wellerové, majitelky galerie, která Homerovo dílo chtěla vystavit. Vysvětlí mu, že tvoří tzv. Outsider art, kterým se zabývají duševně choří, burani nebo šimpanzi, načež jí Homer odpoví, že mu na střední předpovídali, že skončí jako duševně chorý, buran nebo šimpanz. Na následné výstavě padne Homerovo dílo do oka panu Burnsovi, který jej koupil. To Homera motivuje a rozhodne se s tímto stylem umění pokračovat. Základem jeho umění je vztek, proto požádá Barta a Lízu, aby ho nějak naštvali.
Později se u něj doma zastaví Astrid s tím, že uspořádá výstavu, věnovanou výhradně Homerovi. Na ní Homer představí svá díla: „zfušovaná hibači s tříkolkou ze sbírky Maggie Simpsonové“, „zhudlařená police s motorovou pilou a jablečným protlakem“ a mistrovské dílo „pokus o ptačí budku č. 1“. Návštěvníky díla neoslovila, což Homera nepříjemně překvapilo. Astrid mu vysvětlí, že lidé mají rádi pouze originální výrobky a že jeho díla kopírují ta předchozí. Homer je z toho celý špatný, a tak mu Marge poradí, že potřebuje nějakou inspiraci. Zavede ho proto do springfieldského muzea, ale ani tam ho nic neinspiruje. Později se ale díky tomu, že mu Líza poradí udělat něco velkolepého, rozhodne zrealizovat umělecký projekt, který mu má vrátit slávu. Jako první ukradne všechny rohožky ve městě, poté dá všem zvířatům šnorchl a nakonec otevře všechny hydranty ve městě. Ráno, když se spoluobčané „zatopeného města“ probudí, jsou udiveni. Homerovo poslední dílo „velké kanály springfieldské“ se jim líbí a užívají si jej.

## Hlášky
Součástky grilu spadly do čerstvého betonu.
Homer: „Musím si pospíšit, beton tvrdne. Mrknu se na to. Anglický návod zničen! Musím zkusit francouzský. ‚Le grille?‘, co to sakra je?“

Homer se pokouší vrátit do obchodu svůj nepovedený výrobek ze součástek z grilu.
Prodavač: „Vrácené zboží musí být v krabici a opatřené účtem.“
Homer: „Budete-li sledovat světelný kužel, uvidíte útržky účtu zde a zde a trosky krabice zde, zde a patrně i zde.“

Homer: „Ale já se o umění zajímal od malička. Už jako malá školačka jsem kreslil jeden portrét Ringo Starra za druhým…“
Marge: „Ale to je přece můj život!“
Homer: „Marge, svůj život si snad ještě pamatuju.“

## Produkce
Scénář k dílu napsal Al Jean a režíroval ho Steven Dean Moore. Poprvé byl odvysílán 11. dubna 1999 na stanici Fox ve Spojených státech. Byla to první epizoda, kterou Jean napsal po svém návratu do týmu scenáristů Simpsonových. Jean tři roky pracoval s Mikem Reissem na fantasy sitcomu Teen Angel, kterým pohrdal. „Každý druhý den (kdy jsem pracoval na Teen Angel) jsem si říkal: ‚Kéž bych byl zpátky u Simpsonových‘,“ uvedl Jean v komentáři k epizodě na DVD. Nápad na tuto epizodu pochází z jednoho dílu televizního zpravodajského magazínu 60 Minutes. Epizoda byla o nalezených umělcích, kteří podle Jeana „berou v podstatě odpadky, skládají je (…) a dělají z nich umělecká díla, která se prodávají za desítky tisíc dolarů“. Jean si myslel, že tato profese by se hodila k Homerovi. V dílu je na dveřích garáže Simpsonových modrou barvou napsáno „Začnu zítra 17. 7. 1995.“. Datum odkazuje na výročí Scullyho a Julie Thackerové, které připadlo na 17. července 1995. V kulisách epizody Simpsonovi navštíví železářství. Pasáž byla inspirována Jeanovým otcem, který vlastnil železářství, v němž Al Jean jako dítě pracoval. Později se Homer pokouší postavit gril, který koupil v železářství. Tuto scénu vymyslel také Jean a je to oblíbená kulisa výkonného producenta a bývalého showrunnera Mikea Scullyho.
Zatímco návrhy Homerových nových uměleckých přátel nebyly založeny na nikom konkrétním, „Němce“ nakreslil režisér animace Jim Reardon tak, aby držel cigaretu „evropským způsobem“. Při návštěvě springfieldského muzea uvidí Homer a Marge obraz, na němž jsou namalováni Akbar a Jeff, dvě postavy z komiksu Life in Hell od tvůrce Simpsonových Matta Groeninga. Rám obrazu byl podepsán samotným Groeningem i ve skutečnosti. Obraz vedle Groeninga nakreslil Scullyho přítel Tom Gagnon, který je výtvarníkem. Některé obrazy ve druhém dějství epizody nakreslili také přátelé Deana Moora. V jednom okamžiku se v Homerově snu objeví Vitruviánský muž a zaútočí na něj. Podle Groeninga se vedly „určité spory“ o to, zda Vitruviánský muž bude nahý, nebo ne, jak je tomu na původní malbě. V epizodě má na sobě suspenzor. Na konci epizody je Springfield zaplaven vodou a Marge je viděna, jak maluje obraz na střeše Simpsonových. Její obraz nakreslila štábní animátorka Amy Cleseová, která ho nakreslila jako rekonstrukci obrazu anglického romantického malíře J. M. W. Turnera. Podle Deana Moora bylo animování obrazu „dost obtížné“, protože byl nakreslen s velkým množstvím stínů a sklonů. Dodal však, že s ním byl „velmi spokojen“.
V dílu hostuje americký umělec Jasper Johns jako on sám. Jeho repliky byly nahrány po telefonu a Jean uvedl, že bylo „nesmírně vzrušující“, že se v epizodě objevil. V epizodě se také objevuje italská herečka Isabella Rosselliniová jako Astrid. Jean prohlásil, že její výkon byl „úžasný“ a že se s ní „skvěle pracovalo“, i když zejména s jednou replikou měla problémy. V jedné scéně dílu Astrid seznamuje diváky v uměleckém klubu s Homerovým uměním. Původně měla říct „Šňupala jsi popel mého otce.“, ale kvůli přízvuku Rosseliniové to podle Jeana znělo, jako by řekla „Šňupala jsi zadek mého otce.“. Protože žádný z nahraných záběrů nezněl dobře, byla nakonec tato hláška z epizody vyškrtnuta.

## Kulturní odkazy
Díl obsahuje několik odkazů na slavná umělecká díla. U Vočka se Barney neúspěšně pokouší platit vlastní verzí Nedělního odpoledne na ostrově Grande Jatte Georgese Seurata. V Homerově snu leží Homer podobně jako žena na obraze francouzského naivisty Henriho Rousseaua Spící cikánka, stejně jako lev, který ho olizuje. Poté, co ho lev probudí, na Homera zaútočí Vitruviánský muž, kresba italského polyhistora Leonarda da Vinciho. Posléze na Homera zaútočí Tři hudebníci od Pabla Picassa, v nichž se jejich nástroje promění v kulomety a střílejí na Homera. V jednu chvíli ve snu Homer vidí hodiny, z nichž kape voda. Tato scéna je odkazem na obraz Persistence paměti od španělského katalánského surrealistického umělce Salvadora Dalího. Ke konci snu se Homer setkává s americkým malířem Andym Warholem, který po něm hází plechovky od polévky. Jedná se o odkaz na Warholův obraz Campbellovy plechovky od polévky.
Také Johns je zobrazen jako kleptoman. Je to odkaz na Johnsův umělecký styl, protože pro svá díla obvykle používá předměty z každodenního života. V jedné scéně epizody Homer svůj hněv přenáší do umění. Scéna je odkazem na komediální horor Vědro krve z roku 1959, v němž umělec křičí na kus hlíny, aby byl nosem. Poté, co zaplaví Springfield, říká Homer Marge, že město je „jako Benátky bez černého moru“. Hláška odkazuje na vypuknutí dýmějového moru, který se prohnal Evropou ve 14. století. Ve scéně je vidět lev, který plave ve vodě. Představa, že lvi umí plavat, je odkazem na epizodu 2. řady Ďábelský Bart, v níž slavný odvážlivec Lance Murdock provádí kaskadérský kousek, který zahrnuje plavání lvů.

## Přijetí
V původním americkém vysílání 11. dubna 1999 získal díl podle agentury Nielsen Media Research rating 8,5, což znamenalo přibližně 8,5 milionu diváků. V týdnu od 5. do 11. dubna 1999 se epizoda umístila na 23. místě ve sledovanosti, čímž se stala čtvrtým nejsledovanějším pořadem na stanici Fox v ten večer, hned po nové epizodě Akt X, Ally McBealové a Griffinových. 7. srpna 2007 byla epizoda vydána jako součást DVD boxu The Simpsons – The Complete Tenth Season. Matt Groening, Mike Scully, Al Jean, George Meyer a Steven Dean Moore se podíleli na audiokomentáři epizody na DVD.
Po vydání na DVD získal díl od kritiků smíšené hodnocení. 
Chris Barsanti ze serveru Filmcritic.com díl ohodnotil kladně a označil jej za „jednu z nejpříjemnějších epizod seriálu“. Napsal: „Na pozadí Homerova náhodného přijetí za producenta zuřivého outsiderského umění epizoda vytváří vědomou satiru – ale také vřelé ocenění moderního umění“ a dodal, že „obsahuje jedno z nejlepších cameí seriálu všech dob: kleptomanského Jaspera Johnse.“. 
James Plath z DVD Town i Jake MacNeill z Digital Entertainment News díl považovali za jednu z nejlepších epizod řady.
The A.V. Club označil Milhousovu hlášku „Všechno se blíží, Milhousi!“ za jeden z citátů ze Simpsonových, který lze použít v každodenních situacích. Hlášku nadhodil scenárista Dan Greaney.
Colin Jacobson z DVD Movie Guide udělil epizodě smíšené hodnocení, když ji označil za „docela průměrnou“. Napsal, že „nabízí více než jen několik prvků, které jsou ozvěnou kousků z dřívějších let“. Na závěr uvedl, že díl „není špatným programem, ale chybí mu větší inspirace“.
Warren Martyn a Adrian Wood, autoři knihy I Can't Believe It's a Bigger and Better Updated Unofficial Simpsons Guide, napsali: „No, Marge je oprávněně naštvaná, když je to Homer, kdo najednou dostává pochvalu za to, že vyrábí nesmysly. Je to dobrý gag, ale asi ne dost na to, aby se protáhl na celou epizodu.“. Nicméně dodali, že poslední scény spolu s Johnsovým cameem byly „čirá radost“, i když se díl „uprostřed vleče“.